# Ramon Vergés i Paulí
Ramon Vergés i Paulí (Tortosa, Baix Ebre, 23 de juny de 1874 – Deltebre, Illa de Mar, Baix Ebre, 7 d'agost de 1938) va ser un periodista i escriptor. Els seus pares eren Ramon Vergés Freixa i Maria Cinta Paulí Galceran. A partir del curs 1887-1888 va estudiar a l'escola Sant Lluís Gonzaga de Tortosa. Es va casar amb Rosa Vericat i Sabater. Destaca per ser un impulsor de l’ús de la llengua catalana, amb que escriví poesia, folklore, història, tradicions, etc.
Abans de la seva tasca periodística, va treballar com a responsable de la Mútua General de Seguros, així com d'administrador de l'Escorxador Municipal de Tortosa. El 1890 va publicar el seu primera article a El Correo de Tortosa. Se'l coneix sobretot per haver fundat el setmanari La Libertad, el 1908, on va escriure amb el pseudònim de Vinicio, i que va dirigir fins al 1913. A banda, també fundà altres publicacions, com el Butlletí de l'Orfeó Tortosí (1914), i amb posterioritat seguí publiant-se sota el títol de La Zuda, de la qual també en fou director.
La seva obra més important és Espurnes de la llar. Costums i tradicions tortosines. D'especial interès per a la historiografia local, és una obra en sis volums, que es va començar a publicar el 1909, mentre que el darrer volum, el sisè, es va publicar l'any 1934 per la impremta de l'Heraldo de Tortosa).